# جام جهانی بادکنک
جام جهانی بادکنک (به انگلیسی: Balloon World Cup) مسابقه ای بود که توسط ایبی لانوس و جرارد پیکه در ۱۴ اکتبر ۲۰۲۱ در پورت آونتورا برگزار شد و ۳۲ تیم را گرد هم آورد. ۶۰۰۰۰۰ بیننده اولین دوره جام جهانی بالون را که از طریق توییچ پخش شد تماشا کردند. پرو برنده اولین جام جهانی بود.